# Quercus edithiae
Quercus edithiae — вид рослин з родини букових (Fagaceae), поширений у південно-східній Азії.

## Опис
Це дерево зазвичай заввишки 9–10 метрів, але може досягати 20 метрів. Гілочки іржаво вовнисті, стають голими; 2-річні гілочки з дрібними розсіяними сочевичками. Листки від еліптичних до довгасто-еліптичних, 7–15 × 3–6 см; верхівка хвостата, тупа; основа клиноподібна; край зубчастий у верхівковій 2/3; верх голий і блискучий; низ спочатку червонувато-коричнево запушений, потім без волосся; ніжка листка безволоса, завдовжки 2–3 см. Жіночі суцвіття 1–2 см, 2–3-квіткові. Жолуді поодинокі або парні, загострені, від еліпсоїдних до циліндрично-еліпсоїдних, у діаметрі 20–25 мм, завдовжки 40–45 мм; чашечка завдовжки 15–17 мм, діаметром 23 мм, з 6–8 концентричними кільцями, охоплює від 1/4 до 1/3 горіха; дозрівання в перший рік.

## Середовище проживання
Поширення: Китай (Хайнань, Гуандун, Гуансі), В'єтнам на висотах від 400 до 1800 метрів; у гірських вічнозелених широколистяних лісах.